# Ladytron (album)
Ladytron è il sesto ed eponimo album in studio del gruppo musicale inglese Ladytron, pubblicato nel 2019.

## Tracce
1. Until the Fire – 5:35
2. The Island – 4:04
3. Tower of Glass – 3:59
4. Far from Home – 3:35
5. Paper Highways – 3:37
6. The Animals – 4:32
7. Run – 2:51
8. Deadzone – 4:26
9. Figurine – 4:06
10. You've Changed – 4:28
11. Horrorscope – 3:19
12. The Mountain – 4:32
13. Tomorrow Is Another Day – 4:37